# Paratemnoides persimilis
Paratemnoides persimilis är en spindeldjursart som först beskrevs av Beier 1932.  Paratemnoides persimilis ingår i släktet Paratemnoides och familjen Atemnidae. Inga underarter finns listade i Catalogue of Life.